# Koblenz (Lohsa)
Koblenz, obersorbisch Koblicyⓘ, ist ein Dorf im Norden des sächsischen Landkreises Bautzen, unmittelbar am Knappensee. Es gehört zur Gemeinde Lohsa und zählt zum offiziellen sorbischen Siedlungsgebiet in der Oberlausitz.

## Geographie
Koblenz befindet sich zwei Kilometer von Groß Särchen entfernt, zum Gemeindezentrum Lohsa sind es sieben Kilometer. Zur Bundesstraße 96 sind es zwei Kilometer. Der Knappensee befindet sich westnordwestlich des Ortes, des Weiteren gibt es sehr viele kleinere und größere Teiche, die zur Fischwirtschaft genutzt werden. Im Norden befindet sich ein weitläufiges Waldgebiet mit überwiegend Tannen- und Kiefernbestand. Das Wald- und Teichgebiet südöstlich von Koblenz, eingefasst von den Nachbarorten Mortka, Steinitz und Wartha, gehört zum UNESCO-Biosphärenreservat Oberlausitzer Heide- und Teichlandschaft.

## Geschichte

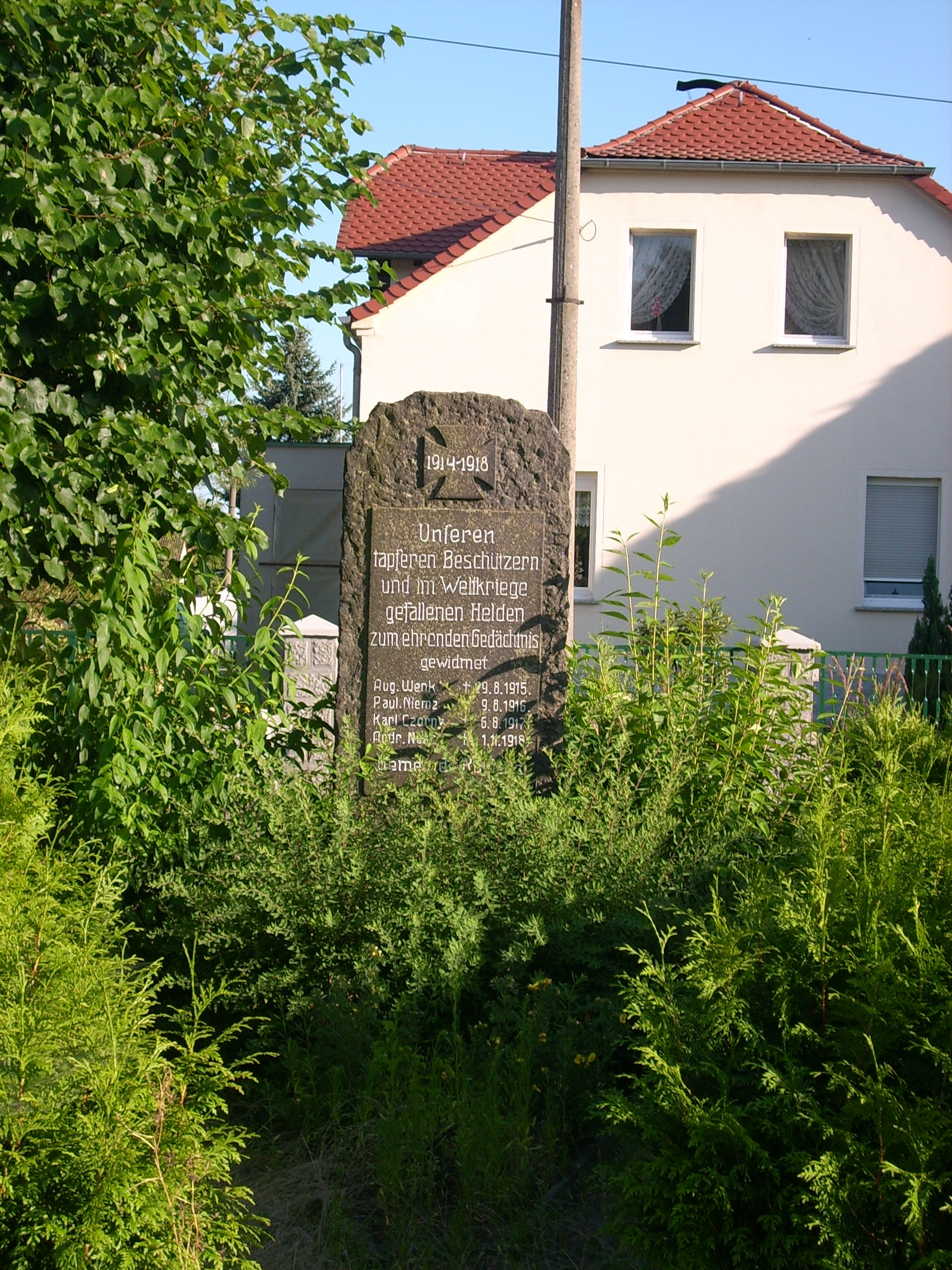
Kriegerdenkmal in Koblenz

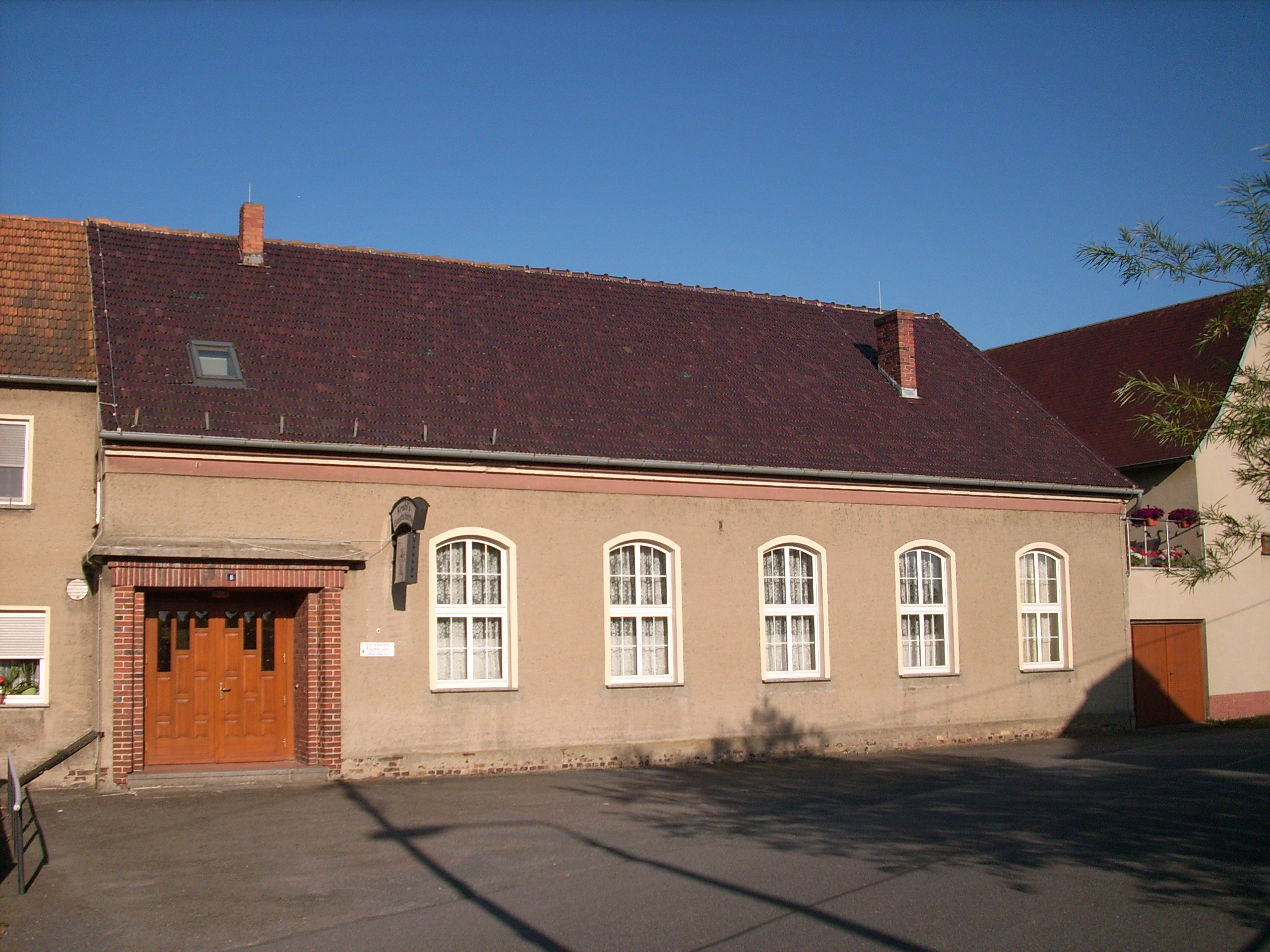
Gaststätte in Koblenz

### Ortsgeschichte
Erstmals urkundlich erwähnt wird der Ort 1419 als Cobelen.
Koblenz war im 15. Jahrhundert als kleines sorbisches Dorf in der sumpfigen Heide- und Teichlandschaft. Die Menschen lebten von Landwirtschaft und Karpfenzucht.
Koblenz wurde 1540 nach Groß Särchen gepfarrt. Das Rittergut Königswartha hatte es 1777 inne. Mit dem Ende der Befreiungskriege und dem Wiener Kongress kam das bis dahin sächsische Koblenz infolge der Teilung des Königreiches Sachsen nach Preußen. Die damals gezogene Grenze sowie die nachfolgenden Kreis-, Landes- und Bezirksgrenzen orientierten sich alle an dem 1815 beschlossenen Verlauf. Im 20. Jahrhundert mit der einsetzenden industriellen Revolution und dem beginnenden Bergbau fing der Ort an, sich wirtschaftlich zu entwickeln. Die umliegenden Braunkohlevorkommen haben die Region bis heute geprägt. Einerseits brachten sie viele Menschen in Arbeit, die davor überwiegend in der Landwirtschaft tätig waren, zum anderen wurde die Landschaft großflächig verändert. Besonders zur Erwähnen ist der frühere Braunkohletagebau Werminghoff und der dadurch später entstandene Knappensee. Bis zum 30. September 1995 war der Ort eine eigenständige Gemeinde, danach kam er zur kurzlebigen Gemeinde Knappensee und gehört seit dem 1. Januar 2005 zur Gemeinde Lohsa.

### Ortsname
Im Laufe der Jahrhunderte sind folgende Ortsnamen überliefert: Cobelen (1419), Koblitz (1527), Coblentz (1732), Coblenz (1768). Der genaue Zeitpunkt, wann sich die jetzige Schreibweise durchgesetzt hat, lässt sich heute nicht mehr bestimmen.

### Bevölkerung und Sprache
Für seine Statistik über die sorbische Bevölkerung in der Oberlausitz ermittelte Arnošt Muka in den achtziger Jahren des 19. Jahrhunderts eine Bevölkerungszahl von 222, darunter ausnahmslos sorbischsprachige Einwohner. Ernst Tschernik zählte in der Gemeinde Koblenz 1956 einen sorbischsprachigen Anteil von nur noch 53,6 % der Bevölkerung. Der Sprachwechsel zum Deutschen erfolgte weitgehend nach dem Zweiten Weltkrieg.
| Jahr | Einwohner |
| ---- | --------- |
| 1825 | 155       |
| 1871 | 190       |
| 1885 | 211       |
| 1905 | 205       |
| 1925 | 246       |
| 1939 | 247       |
| 1946 | 324       |
| 1950 | 321       |
| 1964 | 398       |
| 1990 | 366       |
| 2009 | 401       |

## Wirtschaft
Der nahe gelegene Knappensee ist ein wichtiger Wirtschaftsfaktor des Ortes. Es gibt einen Campingplatz, Bungalows, Pensionen und Ferienwohnungen. Als Gewerbebetriebe finden sich zwei Tischlereien, ein Bestattungsunternehmen, eine Kfz-Werkstatt und ein Hausmeisterdienst sowie ein Friseur-Salon. Des Weiteren gibt es Forst- und Fischwirtschaft sowie in etwas größerer Entfernung die noch immer aktiven Braunkohletagebaue mit ihren abhängigen Industriezweigen.

## Verkehr
Der Haltepunkt Koblenz (Kr Hoyerswerda) lag an der Bahnstrecke Königswartha–Weißkollm, die nur noch von Güterzügen befahren wird.